# シュタットアレンドルフ
シュタットアレンドルフ (ドイツ語: Stadtallendorf, ドイツ語発音: [ʃtatˈ|aləndɔrf]) は、ドイツ連邦共和国ヘッセン州マールブルク＝ビーデンコプフ郡に属す中規模都市である。この街はマールブルクの東 18 km に位置する。

## 地理

### 位置
シュタットアレンドルフは、盆地と丘陵地からなる西ヘッセン低地地帯の自然空間の構成に沿って位置している。この街は、オーバーヘッセン丘陵に位置しており、西のアメーネブルク盆地と東のシュヴァルム盆地とを分離する格好になっている。この丘陵地には、ノイシュタット・ザッテルが含まれており、市の北東端がこれにかかっている。この丘陵はライン＝ヴェーザー分水界の一部をなしている。
面積 78.3 km2 に約 21,600人が暮らしている。南北の最大幅は 17.5 km、東西のそれは 10.38 km である。最高地点はハッツバッハ近郊の森にあるコールコプフ (371 m)、最も低い地点はシュヴァインスベルク近郊のオーム川沿いで 200 m である。中核市区は約 250 m の高さに位置している。

### 隣接する市町村
シュタットアレンドルフは、北はラウシェンベルク（マールブルク＝ビーデンコプフ郡）およびギルザーベルク（シュヴァルム＝エーダー郡）、東はノイシュタット（マールブルク＝ビーデンコプフ郡）、南東はキルトルフ、南はホムベルク (オーム)（ともにフォーゲルスベルク郡）、西はアメーネブルクおよびキルヒハイン（マールブルク＝ビーデンコプフ郡）と境を接する。

### 自治体の構成
- シュタットアレンドルフ　中核市区（約 16,900人）
- ニーダークライン（約 1,700人）
- シュヴァインスベルク（アン・デア・オーム）（約 1,100人）
- エルクスドルフ　1972年1月に合併した。名前の起源は、古代の入植者「エリック・フォン・エルカースドルプ」に由来する。（約 950人）
- ハッツバッハ（約 550人）
- ヴォルフェローデ（約 450人）

## 歴史
シュタットアレンドルフ、かつてのアレンドルフ・イム・ベーレンシーセンは、782年に「in villa, quae vocatur Berinscozo」として初めて文献に記録されている。この20世紀の初めになるまで田舎の入植地だった街は歴史の推移にしたがって、ヘッセンとマインツ選帝侯との間でその所属を何度も変え、1803年に最終的にヘッセン領となった。

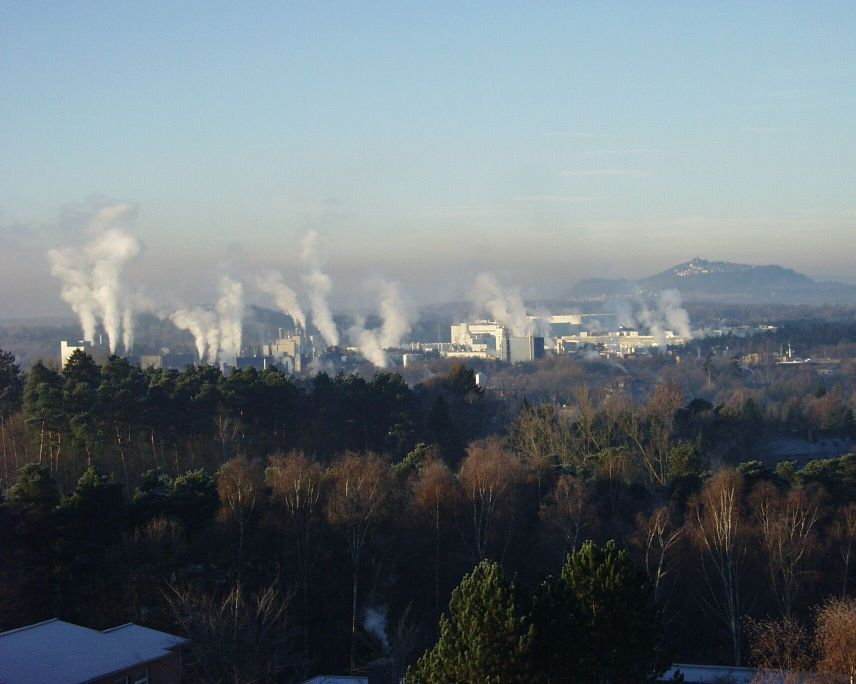
大きな工業地区がシュタットアレンドルフの景観を作り上げている

1960年にこの街は都市権を取得し、これに伴って、街の名前をアレンドルフからシュタット・アレンドルフとし、その後シュタットアレンドルフと改名した。第二次世界大戦中、シュタットアレンドルフは秘密の軍事都市であった。軍需企業 WASG AG や ダイナマイト＝ノーベル (DAG) で弾薬や火薬が製造されていた。ここは、当時ヨーロッパ最大の弾薬製造所であった。現在もシュタットアレンドルフの住宅地のいくつかは、こうした軍需企業にちなんで名付けられている。
15,000人を超える強制労働者が軍需工場で働かされていた。強制労働者は、ブーヒェンヴァルト強制収容所の管轄下にあるミュンヒミューレ分所から連行されてきた。第二次世界大戦の間、ここは連合国によって爆撃されなかった。約 600 ha の旧軍需企業の敷地はドイツ最大の軍備品廃棄場の1つであり、一部では居住地区に高い化学物質による負荷がかかっていた。この土地は1991年から広範な衛生化が実施された。2006年3月に衛生化が完了したと公式に発表された。この衛生化に要した費用は、ヘッセン環境省の発表によれば、1,670万ユーロであった。地中から 154 t、廃棄物から 697 t の有害物質が、さらに 3 t の爆破能力のある TNT が処理された。
シュヴァインスベルク市区には、13世紀に建設されたシュヴァインスベルク城があり、現在は住居となっている。ニーダークライン市区の近くにはヴァッフェンザント城、中核市区の西には15世紀に遺棄され荒廃した入植地ミュンヒハウゼンがあり、小規模な防衛施設があったが、固有の城塞は存在しない。

## 宗教
シュタットアレンドルフの起源は、カトリックの村アレンドルフである。
第二次世界大戦の直前までこの村は、多くの同名の集落と区別するために、地元では「カトリックのアレンドルフ」と呼ばれる、人口 1,500 人ほどの村落であった。第二次世界大戦後、この村の宗教比率は、労働者や難民によって変化した。現在この街にはプロテスタントの大きな組織がある。シュタットアレンドルフでは、移民により外国人比率は約 21 % に上り、70カ国を超える国からの人々が住んでいる。

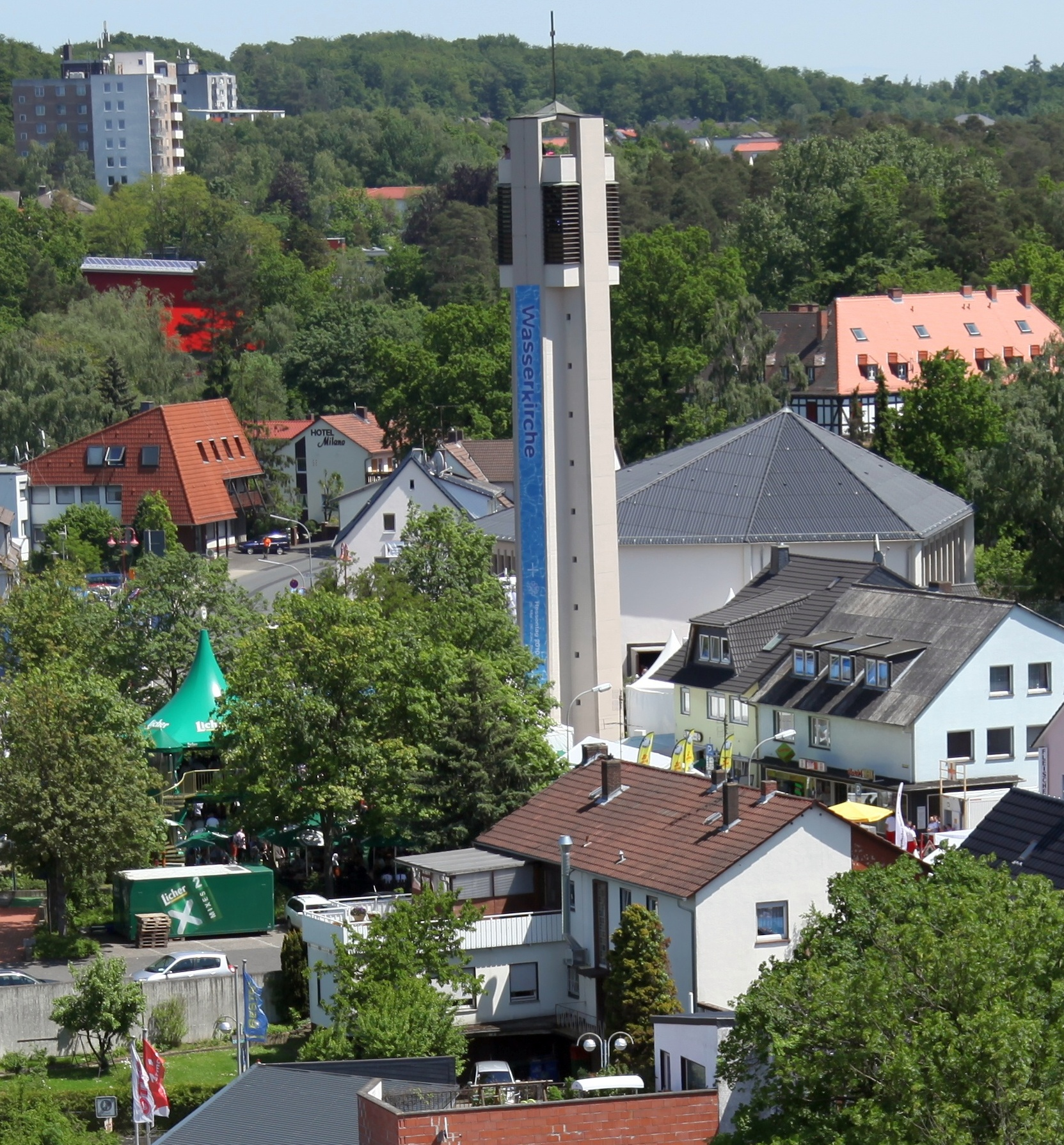
シュタットアレンドルフの市教会

### プロテスタント教会
シュタットアレンドルフ・プロテスタント教会は約 4,800人の信者を擁し、キルヒハイン教会クライス最大の組織である。この組織は、プロテスタントの歌唱・音楽学校の運営者でもある。この歌唱・音楽学校は、ドイツ音楽学校連盟に加盟している。40人の職員が託児所やこれと一体化した保育園、あるいは歌唱・音楽学校で働いている。この組織の予算は年間 100万ユーロを超える。プロテスタント教会組織は、ヘレンヴェルト教会とプロテスタント市教会の 2つの教会堂を有している。1952年12月に「ノート教会」の名前で完成した、建築家オットー・ヴァルトニングの作品であるディアスポラ礼拝堂は、現在、教会組織の集会所として利用されている。増改築により、いくぶん変更された箇所はあるが、保存状態は良好である。

### カトリック教会
シュタットアレンドルフのカトリックの教会組織は、聖カタリナ教会、クリストケーニヒ教会、聖ミヒャエル教会があり、それぞれ固有の教会堂を有している。

### イスラム教
シュタットアレンドルフには 5,000人以上のムスリムが住んでいる。ヴェッパーヴェクにある ファーティフ・モスクは、2009年に放火された。

## 行政

### 議会
シュタットアレンドルフの市議会は、37議席からなる。

### 首長
2011年10月2日に、SPDの市議会議員 クリスティアン・ショモディーがシュタットアレンドルフの市長に選出された。彼はピエレ・ブランデンシュタイン (CDU) との決選投票で 52.56 % の票を獲得した。ショモディーは、2011年12月31日に議員を辞職し、2012年3月15日から市長に就任した。

### 紋章
図柄: 青地で、向かって左側には赤い爪を出し左（向かって右）を向いた金のクマ。向かって右は銀（白）と赤で9本の横縞に彩色された金の爪を持つ獅子。両者は上部に銀の輪を一緒に掲げている。
ヘッセンの獅子とマインツの輪はこの街の歴史的な所属を示している。すなわち、世俗化まではマインツ大司教領、その後はヘッセンである。クマ (Bär) は、この街を他の同名の集落と区別する際の名称 "Allendorf im Bärenschießen" にちなんだものである。この紋章は、ヘッセンの地域改革の枠組みで周辺町村が本市に編入された後もそのまま存続している。

### 姉妹自治体
- セント・アイヴス（イギリス、ケンブリッジシャー）1989年
- コスヴィヒ（ドイツ、ザクセン＝アンハルト州）1993年

## 文化と見所

### 公園、緑地
シュタットアレンドルフは、"Die junge Stadt im Grünen"（緑の中の若い街）を自称している。「若い」は、この街が1960年になってから都市権を獲得したことを示している。「緑」は広い森林であるヘレンヴァルトの中にあり、市内に多くの緑地があることをも示している。この街は、旧市街だけが自然発生的な構造を有しており、その他の市区では時代とともに計画化がなされ、森や大規模な緑地が貫いている。ヴァルト街道とマイン＝ヴェーザー鉄道との間には、最大の都市緑地であるハインツ＝ラング公園（旧フォルクス公園）がある。

### 美術館・博物館
アウフバウプラッツにシュタットアレンドルフ資料情報センター (DIZ) がある。DIZ は、国家社会主義者による犠牲者追悼施設とその活用のための特別な学校として1994年秋に設立された。運営者は市当局である。DIZ は、修復された記念保護建造物の旧ダイナマイト＝ノーベル社の管理棟の側翼に入っている、常設展示は、ヴァイマル共和政から1950年代までの、すなわち小農の村から工業都市への、曲折に富んだ尋常でないアレンドルフ集落の歴史をテーマにしている。展示の重点は 1933年から 1945年で、アレンドルフが第二次世界大戦のための軍備品製産の中心地であった時代である。この施設の任務は、収容所やアレンドルフ周辺の当時の火薬工場における強制労働の実態に関する再検討と記録整備である。

### 市立ホール
市立ホールは市役所のすぐ隣にあり、ガラス張りの通路で結ばれている。このホールは 1,200人まで収用できる。

### スポーツ
シュタットアレンドルフには屋内プールと屋外プールが 1 つずつある。市内で最大の体育館は、マールブルク＝ビーデンコプフ郡が運営するヘレンヴァルトハレであり、1986年と2005年にはドイツ卓球マイスターの全国大会が開催された。この他のスポーツ施設としては、バーレンバッハハレ、多目的ホール、ジュートシューレ（基礎課程学校）の体育館がある。サッカーの試合や陸上競技の大会は、ヘレンヴァルトシュターディオンで開催される。市の北西部には、トリム運動用の小径がある。
オーバーリーガ・ヘッセンでプレイしている。TSV アイントラハト・シュタットアレンドルフは全国的な成功を収めたクラブである。

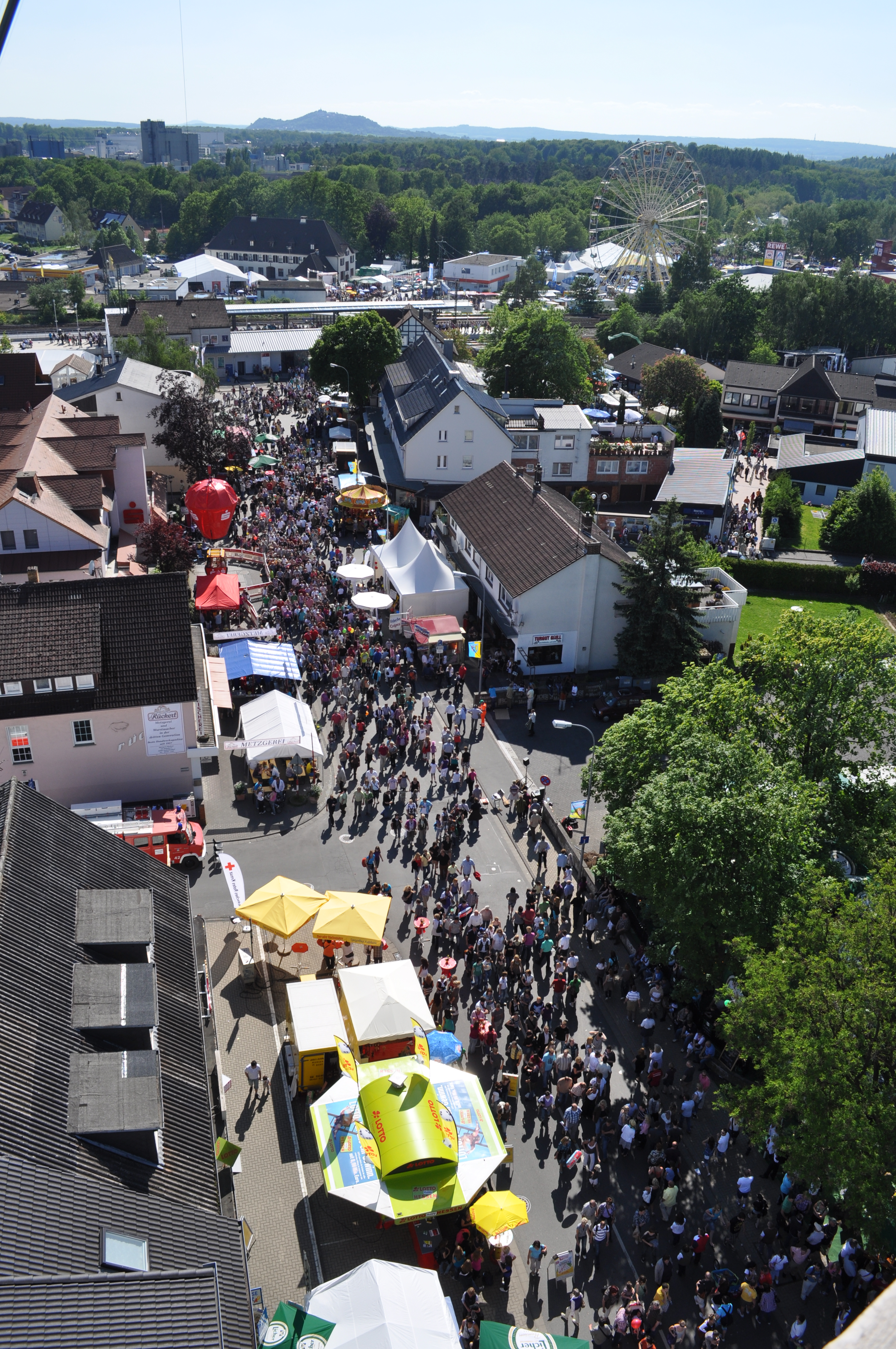
「ヘッセンの日 2010」市教会の塔からの眺め

### ヘッセンの日 2010
2010年5月28日から6月6日まで、シュタットアレンドルフで第50回ヘッセンの日が開催された。約 110万人が訪れたこのイベントは、最も来客数が多かったヘッセンの日ベスト 3 に入る。本来この 50回目の記念となるヘッセンの日は近隣のアルスフェルトで開催されることになっていたのだが、経済的理由で開催を辞退したのであった。ヘッセンの日の会場は、駅の両側に広がっていた。一方はヴァルト通りをヘレンヴァルトシュターディオンの大テントまで、もう一方は市役所や市立ホールがある市内中心部を通って北東部産業地区のグロースパーク広場まで達した。最大 4万人を収容する野外コンサートには、6月3日に女性シンガーのP!NKが、6月6日に a-ha が演奏し、この他にも大物ミュージシャンが参加した。ヘレンヴァルト通りの沿いの新しい祝祭広場やヘレンヴァルトシュターディオンの一部では大規模な展示会が行われた。ハインツ＝ラング公園では "Natur auf der Spur" が開催された。ヘレンヴァルトハレは大規模イベントホール「ヘッセン宮殿」として利用され、3,200席が追加された。

## 経済と社会資本

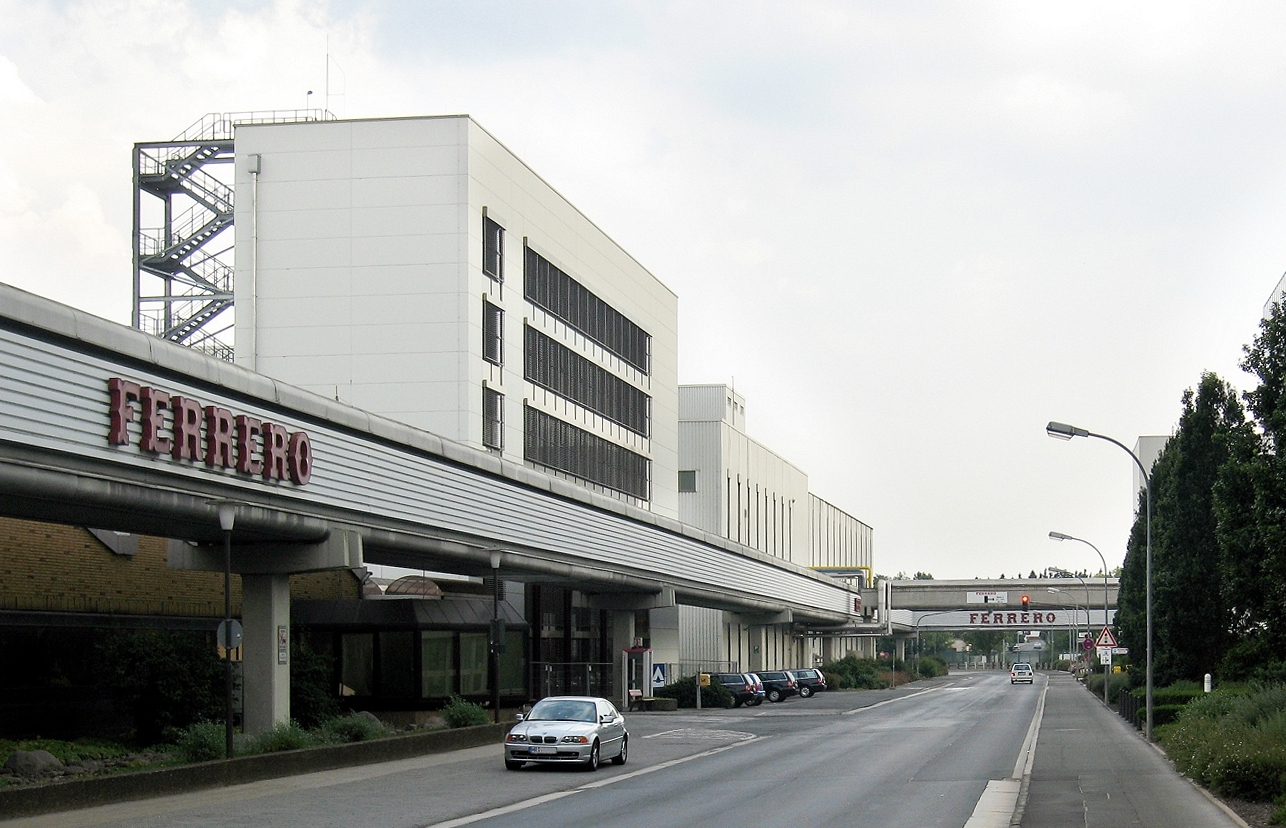
フェレロのシュタットアレンドルフ工場

### 経済
シュタットアレンドルフには、フェレロ oHG mbH （菓子）、フリッツ・ヴィンター鋳鉄所 GmbH & Co. KG、ホッペ AG（窓や扉の飾り金具）など多くの大企業がある。キューネ + ナーゲルはシュタットアレンドルフに支社を有している。そのシュタットアレンドルフの所在地は、ドイツ全土で活動している家族企業ギース・ディーンストライストゥングが所有している。この街は、マールブルク＝ビーデンコプフ郡東部の経済的中心であり、工業上の中心でもある。この街には 12,000人以上の職場がある。企業からの法人税は、平均で、市全体の税収の 70 % を占める。

### 兵営
1959年以降、この街には、ヘレンヴァルト兵営とヘッセン兵営の 2つのドイツ連邦軍兵営がある。駐屯しているのは、まず、特殊作戦師団の司令部と空挺通信大隊である。さらに1966年からは、偵察砲兵隊の駐屯地ともなった。第23偵察大隊は、1993年に 1個中隊を残して廃止された。この部隊はミュールハウゼンの第70砲兵連隊の独立中隊となった。その後第131観測装甲砲兵大隊第7無人偵察機発射中隊 (CL289) という名称となったが、2009年末に最終的に廃止された。

### メディア
シュタットアレンドルフでは、マールブルクを所在地とする日刊紙オーバーヘッシシェ・プレスのローカル版が刊行されている。シュタットアレンドルフの編集部は屋内プール付近にある。さらにミッテルヘッシシェ・アンツァイゲン・ツァイトゥング (MAZ) とゾンタークモルゲンマガツィーンが無料で配布されている。両紙は広告収入によるフリーペーパーである。市は、協会や行政からの連絡を掲載した広報紙「ベーレンボーテン」を発効している。ベーレンボーテンは水曜日に中心市区および各市区の全家庭に配布されている。
2010年10月までは、マールブルガー・ノイエン・ツァイトゥングのローカル版も刊行されていたが、経済的理由で廃刊された。

### 交通

#### アウトバーン
アウトバーンへの最も重要なインターチェンジが、20 km 離れたアウトバーン A5号線のホムベルク (オーム)・インターチェンジである。アウトバーン A49号線は現在、約 25 km 離れたノイエンタール＝ビシュハウゼンで終わっている。このアウトバーンはシュタットアレンドルフをかすめてゲミュンデン (フルダ)まで（A5号線に合流する）延伸される予定である。延伸工事の最初の区間であるシュヴァルムシュタットで B454号線に合流するまでの計画立案は完了したが、資金調達はまだ完了していない。シュタットアレンドルフについてはシュタットアレンドルフ北/B454号線インターチェンジとシュタットアレンドルフ南インターチェンジの拡張が計画されている。

#### 連邦道
市内を連邦道 B62号線と B454号線が通っている。後者は2000年以降、平面での交差をなくすために部分的に立体化されている。

#### 駅
シュタットアレンドルフ駅はマイン＝ヴェーザー鉄道の里程 82.1 km 地点の駅である。「ヘッセンの日 2010」の機会にプラットホーム、通路、駅周辺が近代化され、改良された。

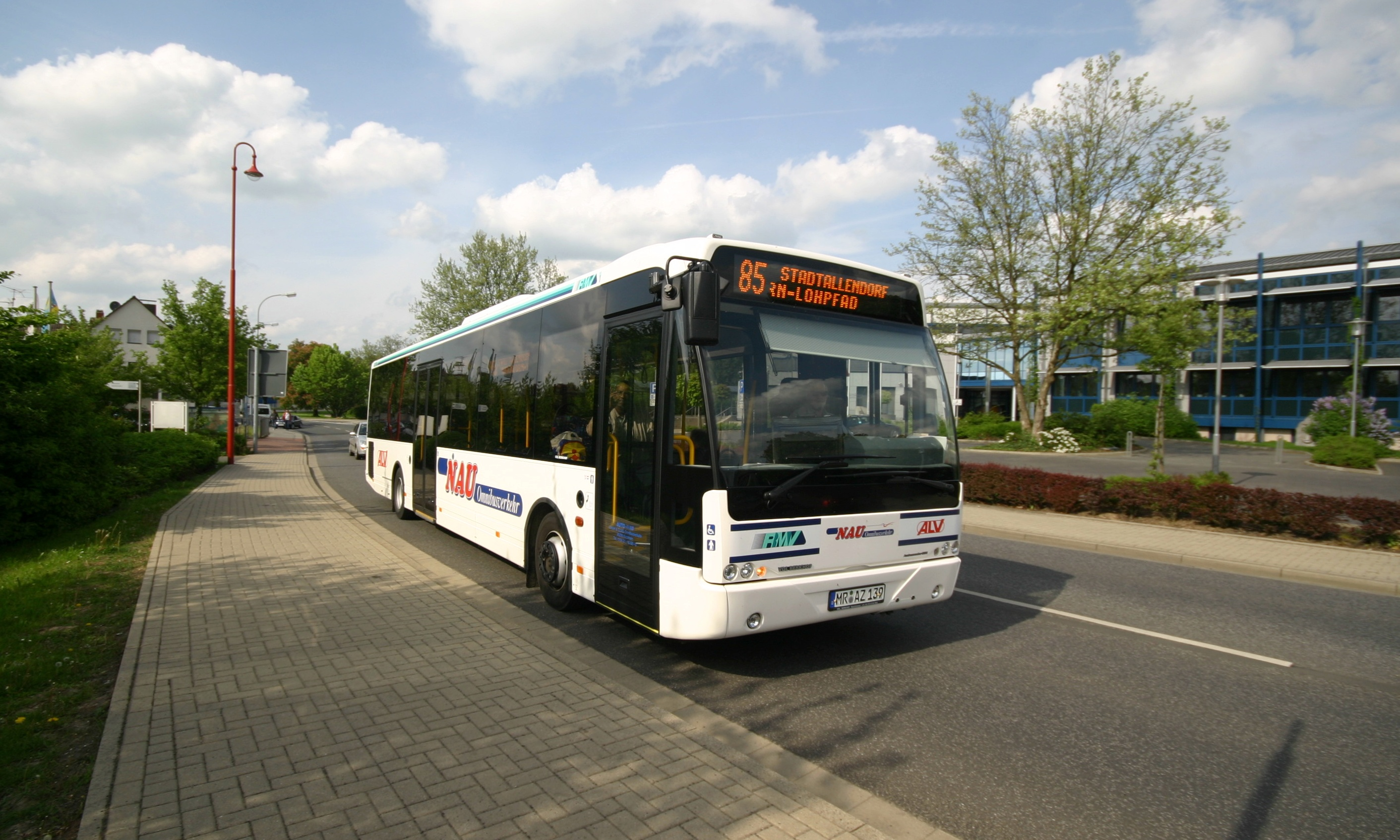
シュタットアレンドルフの市バス 85系統（市役所前付近）

#### バス交通
交通教会は、市の支援を受けて 4路線の市バスを運行している。これによりシュタットアレンドルフは、マールブルク＝ビーデンコプフ郡では、マールブルク以外で唯一市バスを有する自治体となっている。1時間間隔のバス路線はバス・ステーションに停車し、このステーションと田舎の市区とを結んでいる。91系統と92系統の路線は完全に中心市街部を運行している。一方、85系統と90系統も市街部を運行するが、85系統は南部の、90系統は北部の市区を中心街区と結んでいる。この他バス・ステーションの南西にパーク・アンド・ライドやバイク・アンド・ライド用の駐車場がある。これは「ヘッセンの日」の際に建造されたものである。また、ステーションの建物近くにも駐車場や駐輪場が設けられているが、これは「ヘッセンの日」が終了した 2010年以後に開設されたものである。また、ステーションの建物前にタクシー乗り場がある。現在のバス・ステーションは2009年にオープンしたもので、1980年代初めに建設された旧バス・ステーションは新たなショッピング・センターとなる予定である。

### 教育
この街で最大の学校が、市役所の近くにあり、約 900 人の生徒を擁するゲオルク＝ビュヒナー＝シューレである。この学校は共同型総合学校である。さらに基礎課程学校は中核市区（ベーレンバッハシューレ、ノルトシューレ、ジュートシューレ、ヴァルトシューレ）およびヴォルフェローデを除くすべての市区にある。中核市区には、アストリート＝リントグレン＝シューレとラントグレーフィン＝エリーザベト＝シューレの 2校の生徒数 50 - 100人の独立特殊学校がある。また、図書館が 1館ある。

## 人物

### 出身者
- アイケ・インメル（1960年 - ）サッカー選手

### ゆかりの人物
- マルゴート・ケースマン（1958年 - ）神学者、牧師。マールブルク生まれで、シュタットアレンドルフで育った。